# نشتيفان
نشتيفان (بالفارسية: نشتیفان) هي منطقة سكنية تقع في إيران في قسم. يقدر عدد سكانها بـ 6,547 نسمة .

## أعلام
- شاه شجاع